# Università di Hong Kong
L'Università di Hong Kong (in inglese: The University of Hong Kong, in cinese: 香港大學) - il più antico istituto di istruzione superiore di Hong Kong, è stata fondata nel 1911 durante il periodo di dipendenza di Hong Kong dalla Gran Bretagna. La lingua di insegnamento è l'inglese.
Secondo la valutazione della rivista britannica "Times Higher Education", l'Università di Hong Kong è al primo posto in Asia e al 21º nel mondo.

## Storia
L'università trova le sue radici dall'ex Hong Kong College of Medicine per i cinesi, fondato dalla Società missionaria di Londra nel 1887. Più tardi, diventerà la facoltà di medicina dell'università. Il collegio stesso è noto per il fatto che era l'alma mater del "padre della nazione" Sun Yat-sen.
L'università è stata fondata nel 1911. L'allora governatore di Hong Kong, Frederick Lugard, sentì il bisogno di creare un'università a Hong Kong anche per competere con altre potenze che fondarono le loro università in Cina, quando la Prussia aprì l'Università Tongji a Shanghai. Inizialmente, l'università poneva una maggiore enfasi sulle discipline umanistiche, sebbene fosse stata aperta anche una facoltà di medicina. Nel corso del tempo sono state fondate la Facoltà di Ingegneria e la Facoltà di Lettere. Nel dicembre 1916 l'università tenne il suo primo incontro con 23 laureati e 5 laureati onorari. Dalla seconda metà degli anni 20 è  stata data maggiore attenzione alla cultura orientale. Nel 1941, durante l'invasione giapponese, l'edificio dell'università fu danneggiato, l'università fu chiusa fino al 1945.
Dopo la seconda guerra mondiale, fu restaurata e riaperta. La facoltà di scienze sociali è stata fondata nel 1967 e la facoltà di giurisprudenza nel 1969. Il numero di studenti nel 1961 è aumentato di 4 volte rispetto al 1941. Nel 2001 è stata istituita la facoltà di economia e commercio, la decima all'università. Il maggior numero di studenti nel distretto studia all'Università di Hong Kong, solo circa il 10% del numero totale di studenti a Hong Kong.

## Territorio
Il campus principale dell'università copre 160.000 m² su Bonham Road e Pok Phu Lam Road sull'isola di Hong Kong. Questo è uno dei pochi esempi rimasti di architettura coloniale britannica a Hong Kong. La Facoltà di Medicina si trova 4,5 km a sud-ovest del campus principale nel distretto meridionale. Inoltre, l'università comprende un centro di ricerca agricola nei Nuovi Territori e il Marine Science Institute a Cape d'Agilar, sull'isola di Hong Kong.

## Rettori
- 1912-1918 Charles Eliot
- 1918-1921 G.P. Jordan
- 1921-1924 William Branate
- 1924-1937 William Hornell
- 1937-1949 Danken Sloss
- 1949-1964 Lindsay Tasman Ryde
- 1964-1965 W.K.J. Knowles
- 1965 A. Ju. S. Macfadzin
- 1965-1972 Kenneth Ernest Robinson
- 1972-1986 Rason Lee-cantato Huang
- 1986-1995 Wang Gongwu
- 1996-2000 Patrick Yu-chung Cheng
- 2000-2002 William Ian Rhys Davis
- 2002—2014 Lap-chi Tsui
- Dal 2014 Peter William Matheson